# Титивангса
Горы Титивангса (малайск. Banjaran Titiwangsa), известные также как «Банджаран Бесар» (Главный хребет) — один из основных горных хребтов Малайзии. Его северная часть расположена в Южном Таиланде, где он носит название хр. Санкалахири (тайск. เทือกเขาสันกาลาคีรี, IPA: [sǎn.kaːlaːkʰiːriː]).
Хребет служит водоразделом и делит территорию Малайзии на две части: восточную и западную. Длина хребта — ок. 480 км с севера на юг.

## Геология
Горы Титивангса — это часть шва зоны, проходящей с севера на юг, начинающейся в Таиланде. Южная часть хребта на п-ове Малакка расширяется к югу. Западная половина хребта представляет из себя объединение континентальных террейнов, которые известны в Индокитае, как Киммерия. Восточная половина — тоже объединение континентальных террейнов (Sinoburmalaya или Sibumasu). Обе половины были разделены в геологическом прошлом палео-океаном Тетис.
Киммерия была отделена от Гондваны в течение Девонского периода и продвинулась по направлению к Лавразии (Пермский период).
Террейн Сибумасу, с другой стороны, начал откалываться от Гондваны и примыкать к Индокитаю в начале Пермского периода. В позднем триасе завершилось объединение двух частей с исчезновением Тетиса.

## География
Этот хребет является частью горной системы Тенассерим, формирующей большую часть Индо-Малайской Кордильеры. Она начинается в отрогах Тибета и проходит через перешеек Кра до п-ова Малакка.
В Таиланде (Санкалахири, продолжение хребта Накхон Си Тхаммарат) этот хребет продолжают ряд мелких отрогов: Паттани, Талубан, Сонгкхла. Хребет Титивангса заканчивается в Малайзии возле городов Джелебу и Негери-Сембилан. Его отроги в виде низких холмов протягиваются до Джохора.
Наивысшие точки (2187 м над уровнем океана) — Маунт тахан (Гунунг Тахан)и Гунунг Корбу (2183 м). На таиландской стороне — Улу Тити Басах (1533 м, на границе провинций Яла и Перак). В южной оконечности высшей точкой является гора Офир (1276 м).